# Гней Домиций Кальвин (консул 332 года до н. э.)
Гней Домиций Кальвин (лат. Gnaeus Domitius Calvinus) — римский политический деятель второй половины IV века до н. э.
Отец Гнея Домиция был, по всей видимости, первым носителем когномена Кальвин в своём роду. О самом Домиции известно лишь то, что в 332 году до н. э. он занимал должность консула с Авлом Корнелием Коссом Арвином. Во время своего консульства он заключает мирный договор с эпирским царём Александром I. Затем возникла угроза со стороны галлов. Поэтому по решению сената консулы выбрали диктатора. Им стал Марк Папирий Красс. Однако оказалось, что слухи о галльском вторжении были необоснованными. Более о Кальвине ничего неизвестно.
У него был сын — консул 283 года до н. э. Гней Домиций Кальвин Максим.